# Lapin Agile
A Lapin Agile (Fürge nyúl) egy tradicionális kabaré a Montmartre dombon, Párizsban. A XIX. században pályakezdő költők a verseikkel léptek fel itt, alkalomadtán el is énekelték őket.
A Lapin Agile a Montmartre kerület központjában található, Párizs 18. kerületében, a Sacré Coeur-bazilika mögött és kissé északnyugatra. Mivel a huszadik század fordulóján ez volt a művészi Párizs szíve, sok vita folyt a kabaréban a művészet jelentéséről, értelméről. A Lapin Agile a montmartre-i lakosok körében is népszerű volt, beleértve a stricik, különcök, szegényemberek, anarchisták, valamint a Latin negyedből származó diákok és a felsőbb osztályú burzsoázia körében is.
A kabaré helyén azelőtt falusi talponálló volt időről időre változó elnevezéssel, mint például „Tolvajtalálka”, „Gyilkosok kabaréja”; utóbbi egy ott lógó falikép után.
A Lapin Agile tulajdonosa egy időben Aristide Bruant volt. Írók, költők, festők, Pablo Picasso, Amedeo Modigliani, Guillaume Apollinaire, Utrillo egyik törzshelye is.
1880-ban a tulajdonos rendelt egy képet André Gill-től, (amelynek eredetije a montmartre-i múzeumban ma is megvan), és ebben van a megfejtése a francia szójátéknak (lapin à Gill).
Gyakran jól érezte itt magát Erik Satie, Claude Debussy, később Georges Brassens, Annie Girardot és Claude Nougaro.
A hely specialitása a vörösboros nyúlpörkölt.

## Képek

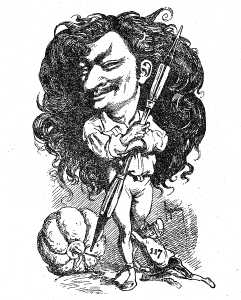
André Gill önarcképe
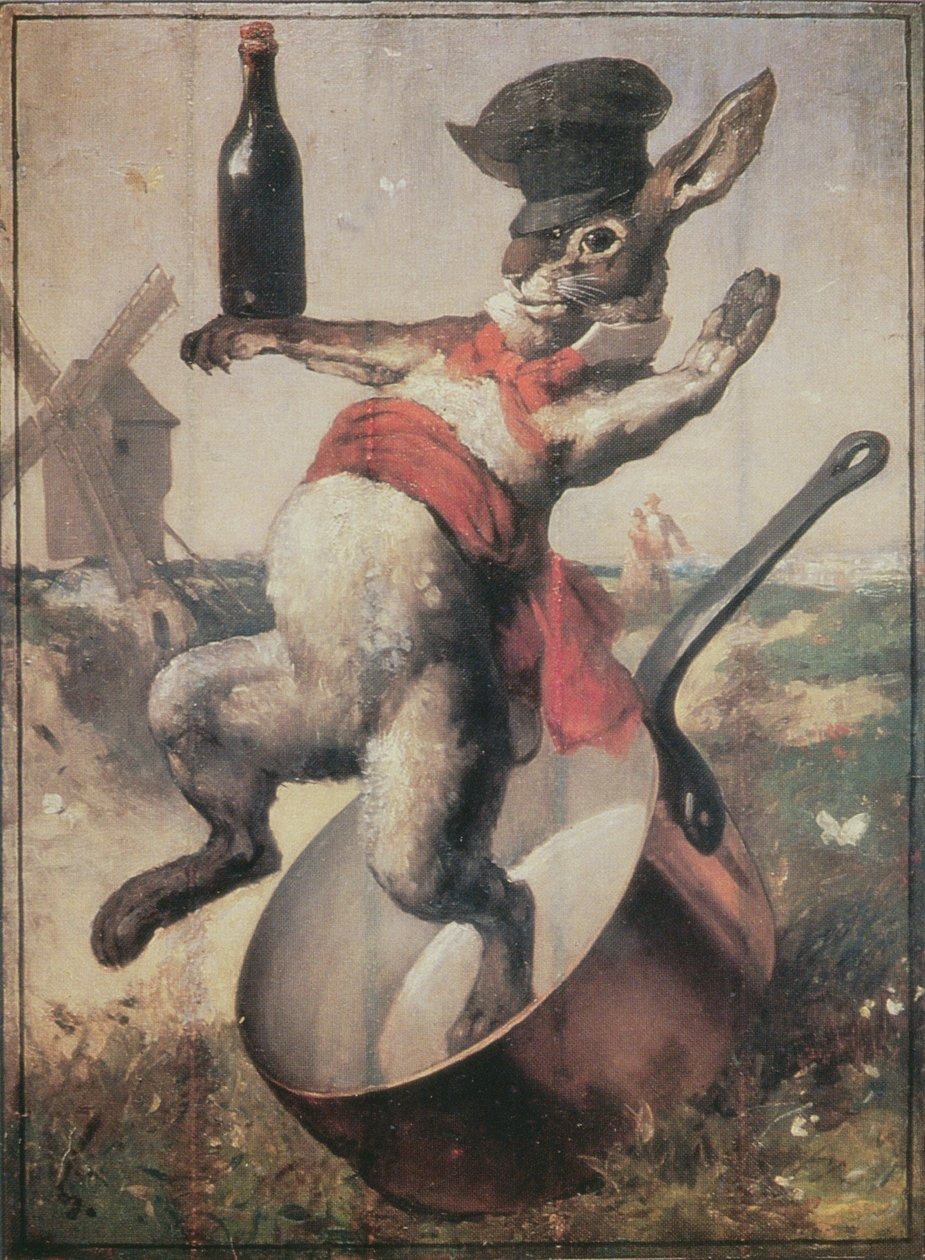
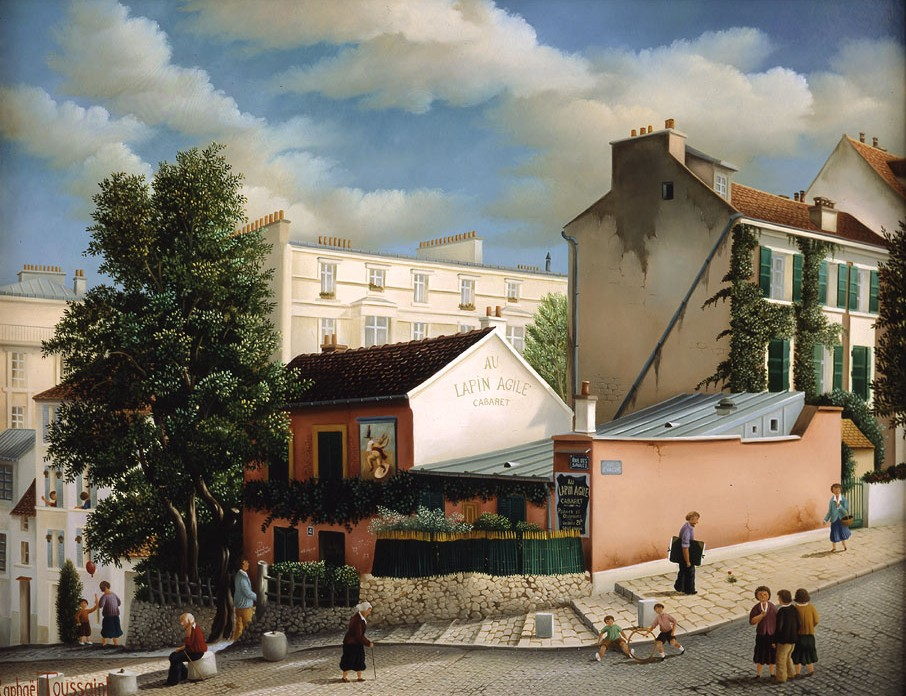
Raphaël Toussaint festménye
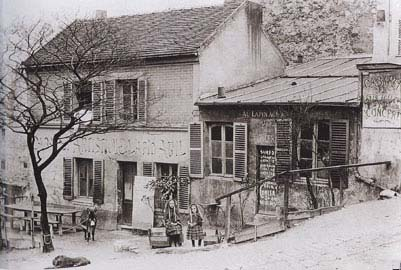
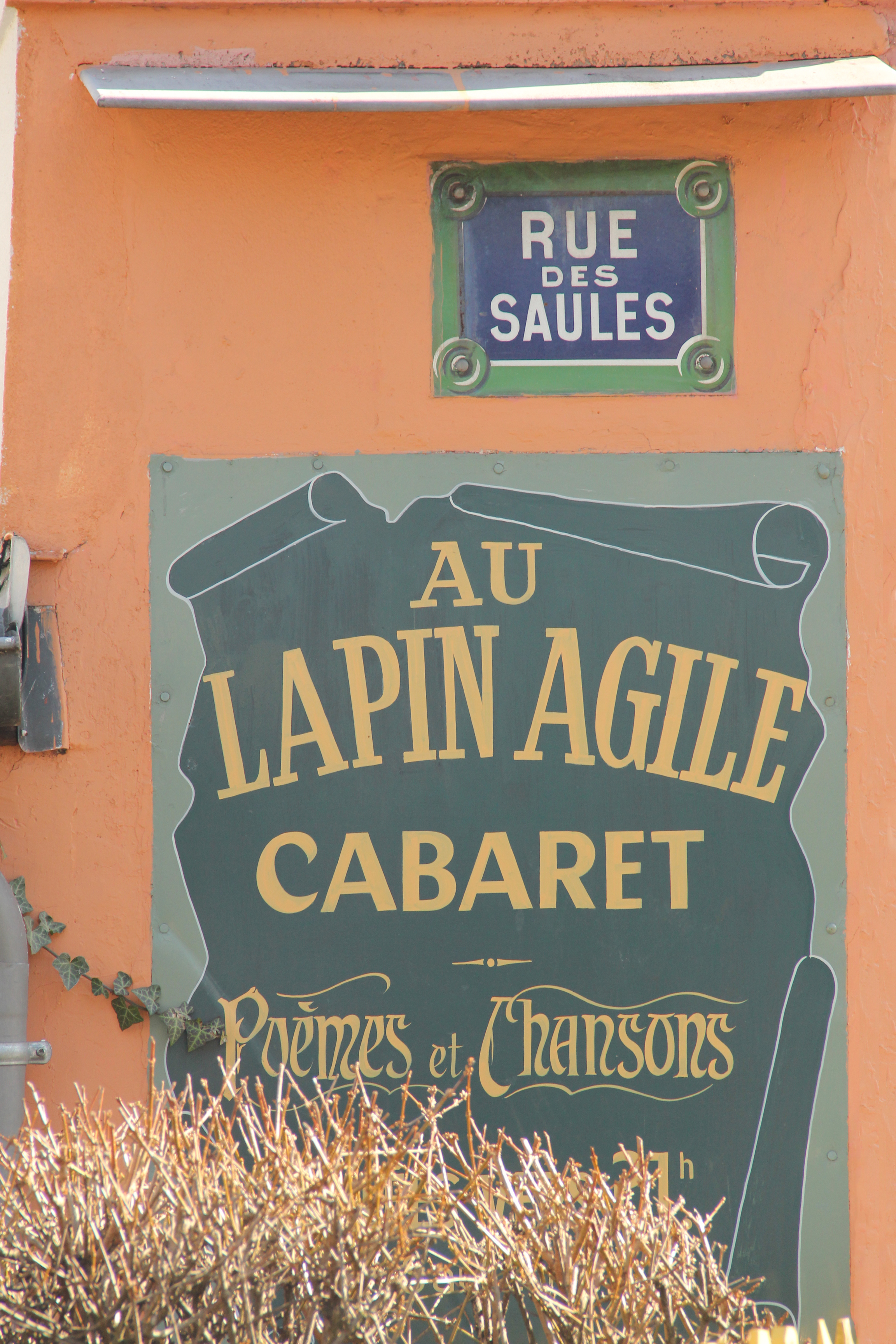